# Jasper De Buyst
Pour les articles homonymes, voir De Buyst.
Jasper De Buyst, né le 24 novembre 1993 à Asse, est un coureur cycliste belge. Il évolue au sein de l'équipe Lotto-Soudal depuis 2015. Il est à la fois spécialiste de la route et de la piste. Il possède plusieurs titres de champion de Belgique à son palmarès et a remporté le classement général de l'omnium lors de la Coupe du monde de cyclisme sur piste 2013-2014.

## Biographie

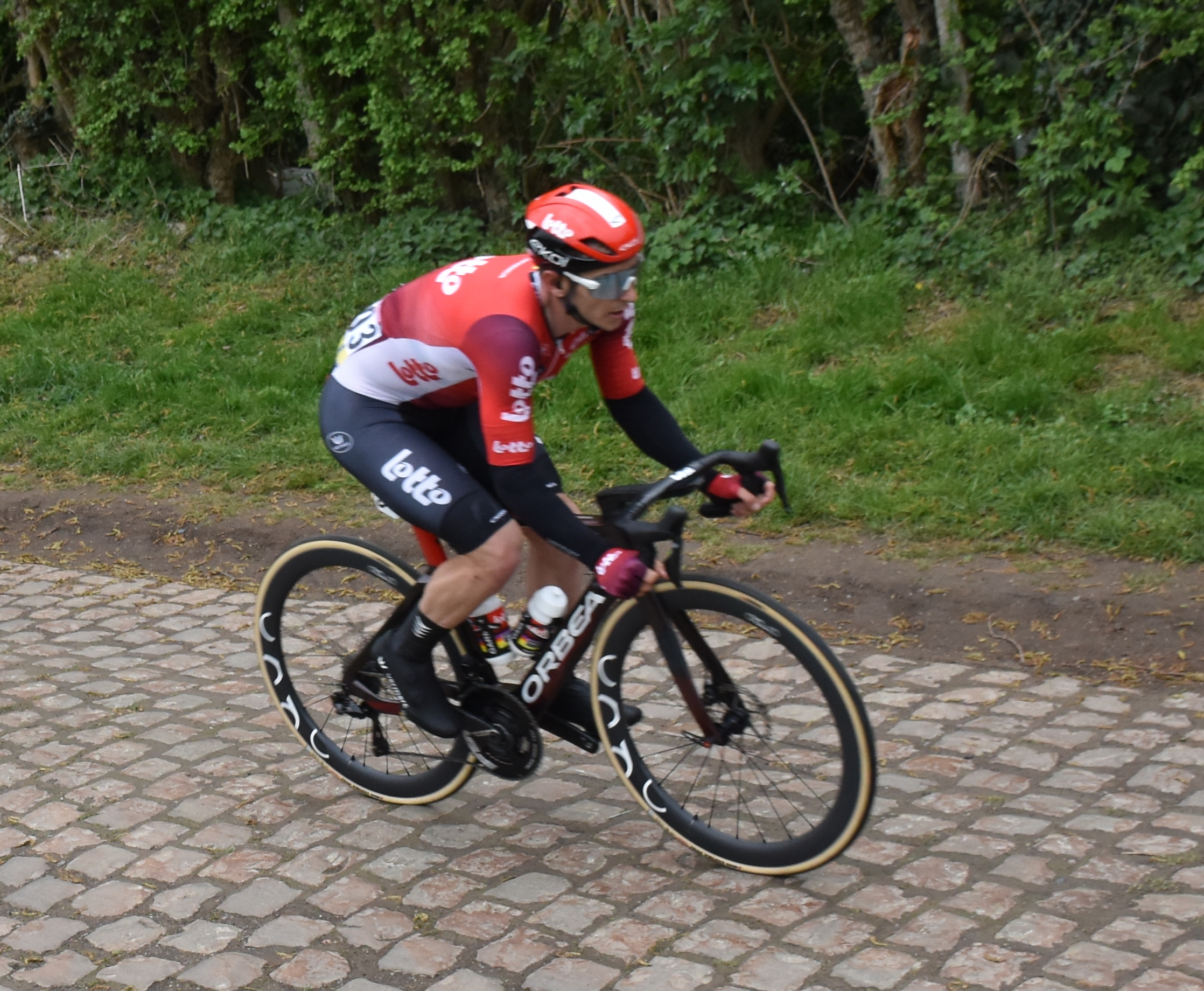
Jasper De Buyst # 203 - Paris-Roubaix 2025.

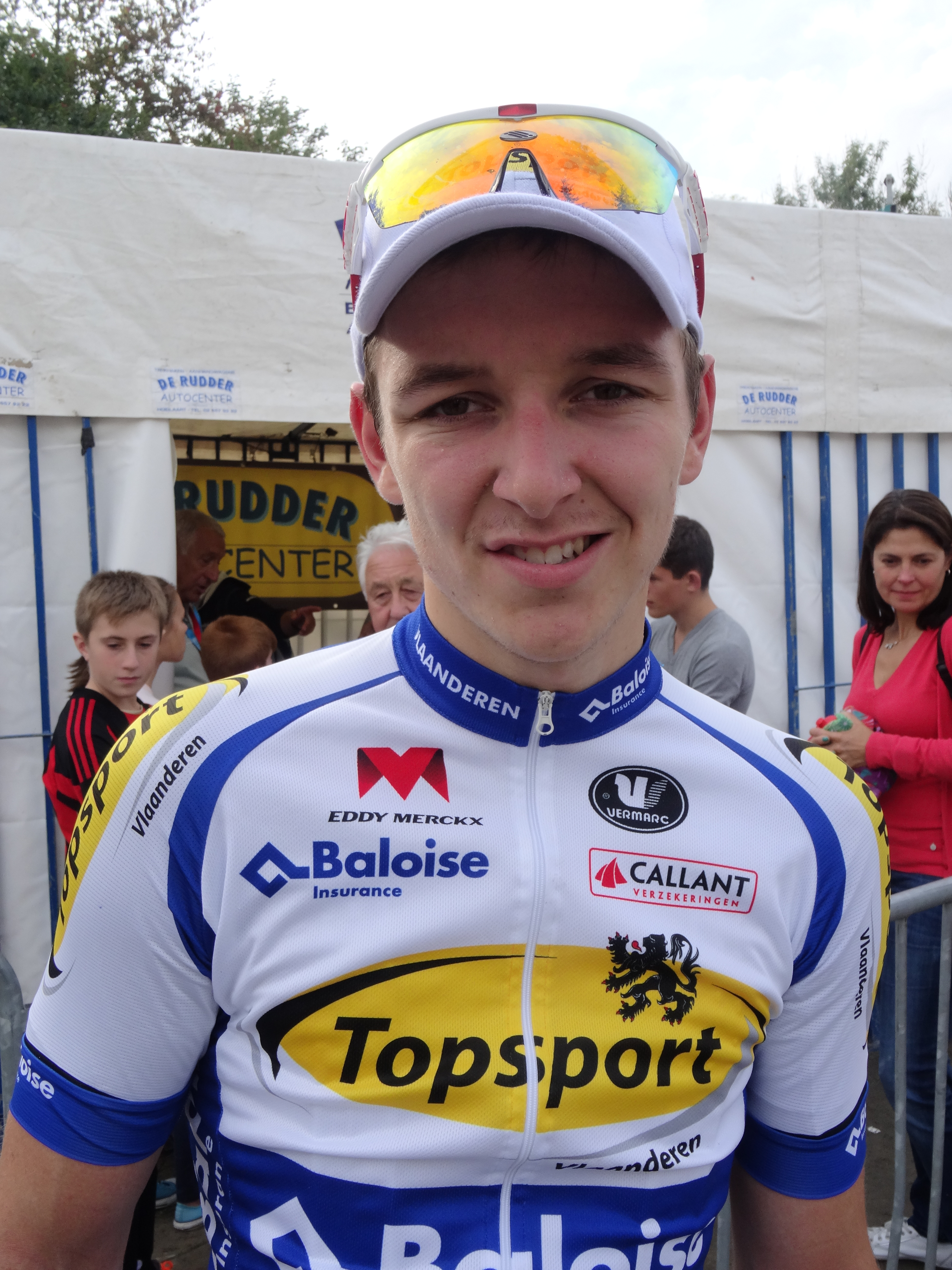
Jasper De Buyst lors de la Course des raisins 2014.

### Dans les catégories de jeunes
Jasper De Buyst est le fils de l'ancien cycliste Franky De Buyst. Chez les débutants, il est champion provincial du Brabant flamand du contre-la-montre. Il s'annonce comme l'un des meilleurs rouleurs de son âge en Belgique en terminant deuxième du championnat de Belgique du contre-la-montre débutants en 2009. Plus tôt cette année, il est également troisième du championnat national d'omnium sur piste. En 2010, il fait la transition dans la catégorie des juniors (17/18 ans) et poursuit sur ses bons résultats de 2009. Ainsi, il termine sur les podiums des championnats provinciaux (troisième du contre-la-montre et deuxième de la course en ligne) et surtout remporte en mai le championnat de Belgique sur route juniors. Il s'impose au sprint au sein d'un groupe de seize coureurs devant Ruben Geerinckx et Emiel Vermeulen.
Au cours de la saison 2011, il choisit de se consacrer davantage à la piste. Il est ainsi couronner champion de Belgique juniors en omnium, course à l'américaine, kilomètre, poursuite individuelle et par équipes et vitesse par équipes. Lors des championnats d'Europe juniors d'Anadia, il décroche l'argent en omnium. Sur route, il devient champion de Belgique du contre-la-montre juniors, un an après son titre sur la course en ligne.
Il intègre l'équipe continentale américaine Bontrager Livestrong en 2012. Peter Pieters le sélectionne en tant que réserviste de l'équipe de poursuite par équipes pour les Jeux olympiques de Londres. Il remporte deux nouvelles médailles lors des championnats d'Europe sur piste juniors (l'argent en américaine et le bronze en poursuite par équipes).

### Carrière professionnelle

#### 2013-2014: Topsport Vlaanderen
En 2013, à 19 ans, il devient professionnel au sein de l'équipe continentale professionnelle belge Topsport Vlaanderen-Baloise.
À la fin de la saison 2014 il signe un contrat en faveur de l'équipe belge Lotto-Soudal. Il participe à ses premiers championnats du monde sur piste, où il se classe septième de la poursuite par équipes et de l'omnium. Il obtient son premier bon résultat sur route en se classant au sprint troisième d'une étape de l'An Post Rás à la fin du mois de mai. Deux mois plus tard, il remporte son premier titre européen lors du championnat d'Europe d'omnium espoirs. Il devant de six points Thomas Boudat et Casper von Folsach. Il participe ensuite aux championnats d'Europe sur piste élites, où il termine sixième de la poursuite par équipes et termine l'omnium tout proche du podium avec une quatrième place. Il remporte grâce à un bon dernier jour les Six jours de Gand (avec Leif Lampater) et termine troisième des Six jours de Grenoble (aux côtés d'Iljo Keisse) derrière le duo de champions du monde français Morgan Kneisky et Vivien Brisse. En fin d'année, il est double champion de Belgique, sur la course aux points et en américaine. 
Début 2014, il termine deuxième des Six jours de Rotterdam et de Berlin. Très régulier, il remporte le classement général de la Coupe du monde de l'omnium. Son grand but au début de cette année est les championnats du monde sur piste. Avec Kenny De Ketele, Moreno De Pauw et Jonas Rickaert, ils termine à la neuvième place de la poursuite par équipes. Au cours de la première journée de l'omnium, il est disqualifié par le jury lors de la Course à l'élimination car il a roulé à l'intérieur du couloir. Le Buyst qui n'a pas quitté la piste assez rapidement s'est vu disqualifier de l'ensemble de l'omnium alors qu'il occupait la quatrième place, provoquant sa consternation. Un jour plus tard, il fait équipe avec De Ketele dans la course à l'américaine, où le duo récolte la plupart des points. Mais, à 30 tours de l'arrivée, l'Espagne, la Suisse et la République Tchèque ont attaqué et pris un tour. Les Belges sont partis en contre-attaque, mais compte tenu de l'éparpillement des coureurs sur toute la piste, personne n'étaient en mesure de savoir s'ils ont récupéré leur tour de retard et s'ils ont gagné ou non. Plus d'une demi-heure après la course, le jury a repris sa décision et a finalement replacé les Belges en cinquième position.
Sa saison sur route commence à la mi-mars avec le GP de Denain, mais à la mi-mai, il se casse le poignet. Il fait son retour à la compétition la fin du mois de juin. Fin juillet, il dispute son premier grand objectif de la saison : les championnats d'Europe sur piste espoirs. Il participe à quatre épreuves et remporte deux médailles, l'argent sur l'américaine et le bronze sur la course aux points. À l'automne, sur route, il est deuxième d'une étape du Tour du Danemark derrière Magnus Cort Nielsen et deuxième de la Course des raisins derrière Jonas Van Genechten. Après cela, il est devenu connu que De Buyst viendra pour Lotto-Soudal l'année prochaine. Il remporte une nouvelle fois les Six jours de Gand et le titre national de course à l'américaine, cette fois avec Kenny De Ketele. À la fin de la saison 2014, il signe un contrat en faveur de l'équipe belge Lotto-Soudal.

#### Depuis 2015: Lotto-Soudal

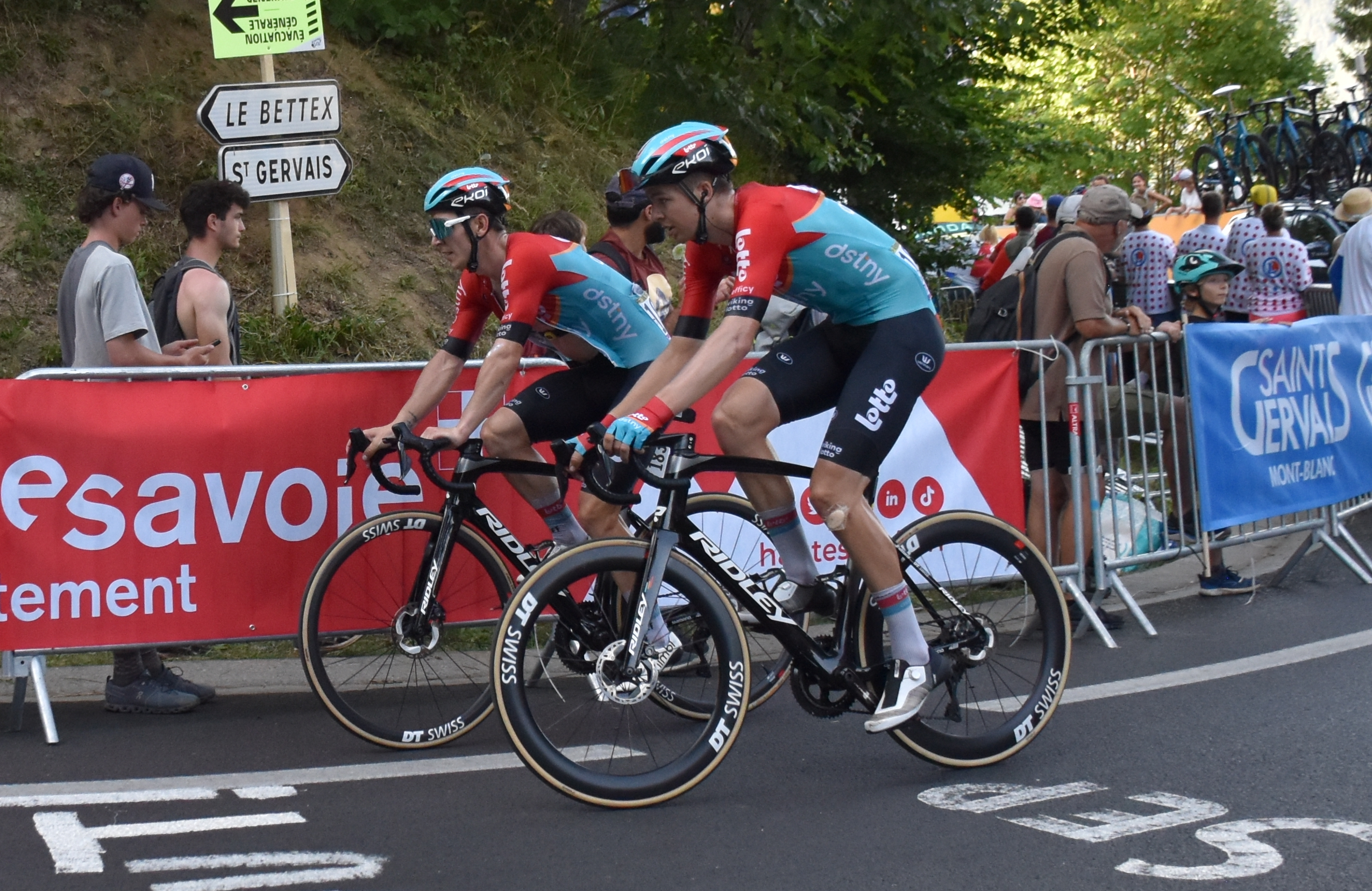
Jasper De Buyst N° 183 - Tour de France 2023 - 15e étape.

Il connait un peu moins de succès en 2015. Il obtient la médaille de bronze de l'américaine et termine quatrième de l'omnium aux championnats du monde sur piste. Pour ses débuts dans le World Tour, il sert principalement de poisson pilote à André Greipel. De Buyst se classe deuxième d'une étape du Tour de Picardie et participe au Tour d'Espagne, son premier grand tour. En 2016, il fait de l'omnium aux Jeux olympiques son principal objectif. Sélectionné par son pays, il doit abandonner la compétition à cause d'une maladie après le premier jour.
À partir de la saison 2017, il se consacre à la route. Il est sélectionné pour participer aux championnats d'Europe de cyclisme sur route. Il s'adjuge aussi le Grand Prix de la ville de Zottegem.
Le 24 octobre 2023, il est annoncé que de Buyst a prolongé son contrat avec Lotto Dstny jusqu’en 2026, ce qui portera à douze le nombre de saisons au sein de la formation belge. En décembre 2024, il remporte deux nouveaux titres de champion de Belgique sur la course à l'américaine (avec Noah Vandenbranden) et la course aux points.

## Palmarès sur route

### Palmarès amateur
- 2009
  - 2e du championnat de Belgique du contre-la-montre débutants
- 2010
  -  Champion de Belgique sur route juniors
  - 2ea étape du Sint-Martinusprijs Kontich (contre-la-montre par équipes)
- 2011
  -  Champion de Belgique du contre-la-montre juniors
  - Champion du Brabant flamand du contre-la-montre juniors
  - Flèche du Brabant flamand
  - 3e étape du Sint-Martinusprijs Kontich (contre-la-montre par équipes)
- 2012
  - Champion du Brabant flamand du contre-la-montre espoirs

### Palmarès professionnel
| - 2014 - Circuit Mandel-Lys-Escaut - 2e de la Course des raisins - 2017 - Vainqueur de la Coupe de Belgique - Heistse Pijl - Grand Prix de la ville de Zottegem - 2e étape du Tour de Wallonie - Binche-Chimay-Binche - 2e de l'UCI Europe Tour - 3e du Tour de Drenthe - 3e du Championnat des Flandres - 2018 - 2e du Circuit du Houtland - 3e du Trofeo Porreres-Felanitx-Ses Salines-Campos | - 2019 - 4e étape du Tour du Danemark - 3e du Tour de Grande-Bretagne - 3e du Grand Prix de Wallonie - 3e de la Primus Classic - 9e de la RideLondon-Surrey Classic - 2022 - 3e de l'Egmont Cycling Race - 2023 - Egmont Cycling Race - 3e du Grand Prix de Wallonie - 3e du Tour de Cologne - 3e de la Course des raisins - 5e de la Bretagne Classic |  |

### Résultats sur les grands tours

#### Tour de France
6 participations
- 2018 : 142e
- 2019 : 118e
- 2020 : 142e
- 2021 : abandon (9e étape)
- 2023 : 136e
- 2025 : non-partant (5e étape)

#### Tour d'Italie
2 participations
- 2017 : abandon (18e étape)
- 2019 : abandon (15e étape)
- 2021 : abandon (9e étape)

#### Tour d'Espagne
1 participation
- 2015 : 126e

### Classements mondiaux
| Année                                 | 2013  | 2014 | 2015 | 2016  | 2017 | 2018 | 2019 | 2020 | 2021 | 2022 | 2023 | 2024 |
| ------------------------------------- | ----- | ---- | ---- | ----- | ---- | ---- | ---- | ---- | ---- | ---- | ---- | ---- |
| UCI World Tour                        |       |      | nc   | nc    | 318e | 227e |      |      |      |      |      |      |
| Classement mondial                    |       |      |      | 1055e | 61e  | 341e | 109e | 409e | 538e | 223e | 105e | 880e |
| UCI Europe Tour                       | 1152e | 106e |      | 824e  | 2e   | 260e | 90e  | 334e | 432e | 183e | 86e  | nc   |
|                                       |       |      |      |       |      |      |      |      |      |      |      |      |
| Légende : nc = non classéSource : UCI |       |      |      |       |      |      |      |      |      |      |      |      |

## Palmarès sur piste

### Jeux olympiques
- Rio 2016
  - 18e de l'omnium

### Championnats du monde
- Minsk 2013
  - 7e de la poursuite par équipes
  - 7e de l'omnium
- Cali 2014
  - 5e de l'américaine
  - 9e de la poursuite par équipes
- Saint-Quentin-en-Yvelines 2015
  -  Médaillé de bronze de l'américaine
  - 4e de l'omnium
  - 9e de la poursuite par équipes
- Londres 2016
  - 8e de l'omnium

### Coupe du monde
- 2012-2013
  - 3e de la poursuite par équipes à Glasgow
- 2013-2014
  - Classement général de l'omnium
  - 1er de l'omnium à Manchester
  - 2e de l'omnium à Aguascalientes
  - 2e de l'omnium à Guadalajara
  - 2e de l'américaine à Aguascalientes
  - 2e de l'américaine à Guadalajara
- 2014-2015
  - 2e de l'omnium à Cali

### Championnats d'Europe
- Anadia 2011
  -  Médaillé d'argent de l'omnium juniors
- Anadia 2012
  -  Médaillé d'argent de l'américaine espoirs
  -  Médaillé de bronze de la poursuite par équipes espoirs
- Anadia 2013
  -  Champion d'Europe d'omnium espoirs
- Anadia 2014
  -  Médaillé d'argent de l'américaine espoirs
  -  Médaillé de bronze de la course aux points espoirs
- Heusden-Zolder 2025
  -  Médaillé de bronze de la course aux points

### Six jours
- Gand : 2013 (avec Leif Lampater) et 2014 (avec Kenny De Ketele)
- Brême : 2019 (avec Iljo Keisse)

### Championnats nationaux
- 2009
  -  Champion de Belgique de poursuite par équipes débutants (avec Robin Venneman, Billy Van Landuyt et Gilles Loncin)
  -  Champion de Belgique du 500m débutants
  -  Champion de Belgique du scratch débutants
  -  Champion de Belgique de poursuite débutants
  -  Champion de Belgique de l'américaine débutants (avec Robin Venneman)
  - 2e du championnat de Belgique de l'omnium débutants
  - 2e du championnat de Belgique de vitesse par équipes débutants
  - 2e du championnat de Belgique de keirin débutants
- 2010
  -  Champion de Belgique de poursuite par équipes juniors (avec Jorne Carolus, Jasper Stuyven et Mattias Raeymaekers)
  - 2e du championnat de Belgique de l'omnium juniors
  - 2e du championnat de Belgique de course aux points juniors
  - 2e du championnat de Belgique de l'américaine juniors
  - 3e du championnat de Belgique de vitesse par équipes juniors
- 2011
  -  Champion de Belgique de l'omnium juniors
  -  Champion de Belgique de poursuite juniors
  -  Champion de Belgique de l'américaine juniors (avec Aimé De Gendt)
  -  Champion de Belgique de poursuite par équipes juniors (avec Aimé De Gendt, Jens Geerinck et Saimen De Laeter)
  -  Champion de Belgique de vitesse par équipes juniors (avec Miel Pyfferoen et Steve Schoonheyt)
  -  Champion de Belgique du kilomètre juniors
  - 2e du championnat de Belgique de scratch juniors
- 2013
  -  Champion de Belgique de l'américaine (avec Iljo Keisse)
  -  Champion de Belgique de course aux points
- 2014
  -  Champion de Belgique de l'américaine (avec Kenny De Ketele)
- 2015
  -  Champion de Belgique de l'américaine (avec Kenny De Ketele)
- 2024
  -  Champion de Belgique de l'américaine (avec Noah Vandenbranden)